# Красносёловка (Воронежская область)
Красносёловка — село в Петропавловском районе Воронежской области. Административный центр Красносёловского сельского поселения.

## География
Село расположено на левом берегу Толучеевки примерно в 5 км к северу от Петропавловки и в 200 км к юго-востоку от Воронежа. Село связано с райцентром автодорогой Калач — Богучар.

## История

### XVIII век
Село Красноселовка возникло в XVIII веке (по некоторым данным в 1753 году).
Основали его переселенцы из слободы Старой Меловой, переселенцы из Малороссии, а также помещики, получившие земли по царскому указу, переселившие своих крепостных на дарёные царём земли. Из-за расположения в красивом месте село получило название Красноселовка — то есть красивое село.
В 1789 году здесь построили Георгиевскую церковь. При ней находилось 99 десятин ухоженной пахотной земли. Было 1500 прихожан. В 1865 году в слободе в 534 домах проживало 2720 душ населения.

### XIX век
В 1868 году в селе открылась школа, называлась она вторая волостная школа (первая была в Петропавловке). В ней обучалось 53 ученика (6 скамеек).
Численность населения села менялась. Жители занимались земледелием, и в связи с неурожаем временно покидали родные места. Так в 1886 году в Красносёловке в 650 домах проживало 4019 человек, а в 1893 году в 675 домах насчитывалось 5910 человек. Школу уже посещали 100 учеников.
В селе вели торговлю несколько лавок, проводились ярмарки, имелась водяная мельница, 2 маслобойни.

### XX век
В 1906 году в селе жили 4440 человек в 789 домах. Советская власть была установлена весной 1918 года. Первым председателем сельского совета был М. Олейников. В годы Гражданской войны новую власть защищали 65 жителей села. Они воевали с белоказаками в составе 40-й Богучарской дивизии.
После революции в селе появилось товарищество по совместной обработке земли (ТОЗ). В него входило 14 хозяйств. Для ТОЗа было выделено 200 га земли. Артель называлась «Новый путь». ТОЗ просуществовал до организации колхозов. В декабре 1929 года на территории села Красносёловка был организован колхоз «Путь Ленина», который возглавил рабочий двадцатипятитысячник Парамонов. В 1930 году произошло разукрупнение колхоза и появилось 5 хозяйств: «Путь к социализму», «Путь Ленина», «20-я годовщина Октября», «Имени Крупской», «Большевик».
В начале 1950-х годов колхозы снова укрупняют, и на территории села остаются два хозяйства «Имени Ленина» и «Имени Калинина». С 1953 года остаётся уже один колхоз «Имени Ленина», в 1959 году получивший название «Красносёловский». Это хозяйство было одним из лучших в районе.
В 1941—1945 году из Красносёловки ушло на фронт 734 человека. Из них в живых осталось 442 человека, а 289 красносёловцев сложили свои головы в боях на защите нашей родины. 176 женщин села остались вдовами.
В селе Красносёловка около школы находится братская могила № 238 солдат, погибших в годы ВОВ (раненые, умершие воины шестой армии, которой руководил генерал Харитонов). В 1985 году односельчане, с помощью колхоза «Красносёловский», центре села на площади Победы, воздвигли монумент, в память о погибших воинах-односельчанах, погибших на фронтах Великой Отечественной войны.
В Красноселовке родилось и выросло немало людей, которые получили известность далеко за пределами села. Это Герой Социалистического Труда Шевцов Иван Семёнович, заслуженный строитель г. Ленинграда. Это и жители села Кавалеры ордена Ленина доярка Украинская Евдокия Григорьевна, и участница освоения целинных земель Бортникова Агафья Сидоровна, и учитель школы Петрова Клавдия Алексеевна, и многие орденоносцы из числа животноводов и механизаторов. В селе 33 орденоносца.
Одна из улиц села носит имя лейтенанта Виктора Островерхова, погибшего совершая 105-й боевой вылет в республике Афганистан, награждённый посмертно орденом Боевого Красного Знамени. В Красносёловке родился Грякалов А. А. — академик, заведующий кафедрой истории и философии госпедуниверситета им. А. И. Герцена, он также является членом Союза писателей России.
Согласно переписи населения 1989 года в селе было 653 двора, в котором проживало 1678 человек, согласно переписи населения 2002 года в селе было 668 дворов, в котором проживало 1688 человек. А согласно переписи населения, проходившей в 2010 году по состоянию на 14 октября в селе насчитали 555 домовладений, в которых проживает 1502 человека.

## Население
| 1859  | 1897  | 2010  | 2012  | 2013  | 2014  | 2015  |
| ----- | ----- | ----- | ----- | ----- | ----- | ----- |
| 2720  | ↗4069 | ↘1502 | ↘1455 | ↘1430 | ↘1400 | ↘1376 |
| 2016  | 2017  | 2018  |       |       |       |       |
| ↘1351 | ↘1332 | ↘1318 |       |       |       |       |

Почти всё население села по национальности русские, хотя встречаются украинцы, чеченцы, башкиры.

## Известные уроженцы
- Шевцов, Иван Семёнович (1931—2004) — известный бригадир-строитель (в Ленинграде), Герой Социалистического Труда.

## Инфраструктура
Местные жители занимаются сельским хозяйством — растениеводством и животноводством.
В селе есть свет, радио, телефоны. Осенью 1989 года в селе Красносёловка (первом в Петропавловском районе) был проведён природный газ. На данный момент село полностью газифицировано.

## Культура
Издавна славятся своим мастерством красноселовские участники художественной самодеятельности. Красносёловский хор при сельском доме культуры был создан Приходько Данилом Ивановичем в 1950 году. В то время хор состоял из 9 человек. В последующие годы хор пополнялся новыми участниками и в 1952 году состоял их 20 участников. В состав коллектива входили представители сельской интеллигенции, работники сельского хозяйства. В разные годы хор сопровождал ансамбль народных инструментов. В 1979 году хору присвоено звание «Народный». На данное время в состав коллектива входят представители разных профессий. Красносёловский народный хор и многие его солисты становились лауреатами зональных и областных смотров-конкурсов.